# Joeropsis legrandi
Joeropsis legrandi is een pissebed uit de familie Joeropsididae. De wetenschappelijke naam van de soort is voor het eerst geldig gepubliceerd in 1962 door Juchault.